# 화성암

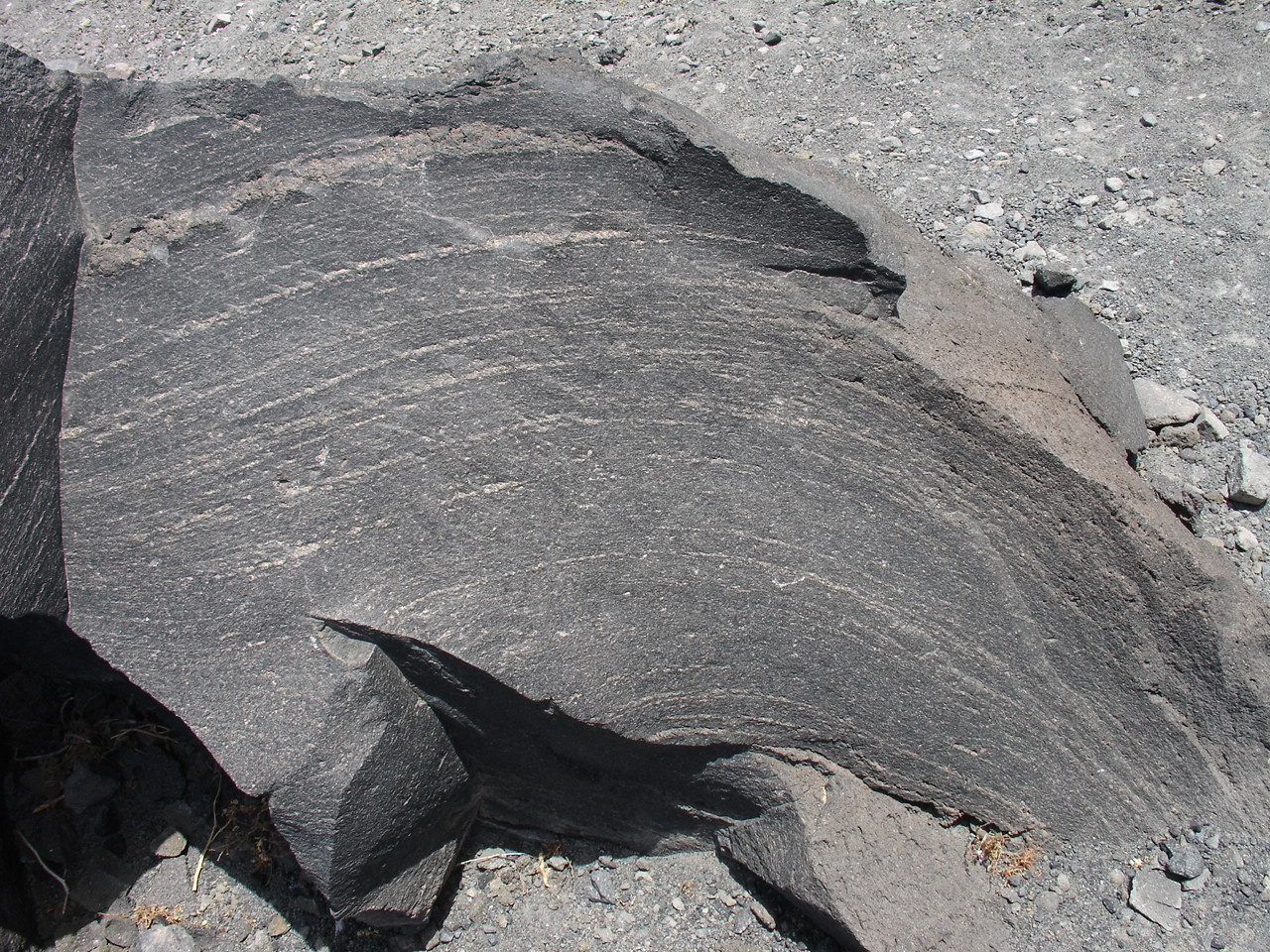
화성암: 밝은 색이 용암이 흐른 흔적을 나타낸다

화성암(火成巖, 영어: Igneous rock)은 마그마가 식어서 형성된 암석이다.
암석의 성분에 따라서 염기성암과 산성암으로 분류한다. 염기성암은 규소에 비해 산소의 함량이 낮은 암석으로, 대체로 어두운 색을 띤다. 이에 비해 산성암은 규소에 비해 산소의 함량의 높은 암석으로, 밝은 색을 띤다.
또한, 생성시의 깊이에 따라서 화산암과 심성암으로 분류한다. 화산암은 용암이 지표에 분출되었거나, 지표 부근에서 급격하게 냉각되어 형성된 암석으로, 입자의 크기가 작은 편이다. 심성암은 상대적으로 깊은 곳에서 천천히 냉각되었기 때문에, 입자의 크기가 큰 편이다.
화성암을 이루는 마그마는 맨틀이나 지각의 일부가 지하 심부에서 녹아서 형성된 것이다. 암석은 압력이 낮아지거나, 온도가 높아지거나, 성분이 변할 때 녹을 수 있게 된다

## 지질학적 중요성
화성암은 지각의 95% 이상을 차지한다. 화성암이 그만큼 흔히 보이지 않는 것은 퇴적암이나 변성암이 얇지만 광범위하게 화성암을 덮고 있기 때문이다. 또 다른 화성암의 중요성은 다음과 같다.
- 화성암의 광물조성과 화학성분을 조사하면, 그 화성암을 만든 마그마가 녹아 나온 맨틀이나 지각 암석의 성분을 알 수 있다. 더하여 어떤 온도·압력 조건에서 그 화성암이 만들어져 나왔는지에 대한 정보를 줄 수 있다.
- 화성암은 방사성 연대 측정을 통하여 그 절대연령을 알 수 있다. 따라서 화성암에 접하고 있는 퇴적암의 연대를 측정해서 지질사를 절대적인 시간 척도에 맞추어 재구성할 수 있게 한다.
- 각 화성암의 특징은 화성암이 형성된 지구조적인 환경에 따라 다르다. 따라서 지구조 재구성에 이용될 수 있다.
- 특별한 조건 하에서는 광상을 동반한다. 텅스텐, 주석, 우라늄 등의 광상은 화강암이나 다이오라이트에 동반되어 생기는 경우가 많고, 크롬과 백금의 광상은 반려암에 동반되는 경우가 많다.

## 산출형태
화성암은 산출형태에 따라 크게 심성암(관입암)과 화산암(분출암)으로 구분된다.

### 심성암
심성암은 마그마가 지하 깊은 곳에서 식어서 고체화된 것을 가리킨다. 다른 암석에 둘러싸여있기 때문에 (온도 차이가 크지 않을뿐더러 암석은 원래 열의 부도체이기도 하므로) 천천히 식어가면서 결정이 맨눈으로 보일만큼 크게 자랄 충분한 시간을 가지게 된다. 심성암체를 그 모양과 위치에 따라 구분하는 것을 산출형태에 따른 분류라고 하며, 저반, 암맥, 암경, 병반, 암상 등이 있다.
거대한 조산대의 중심에는 심성암체가 있으며 이들은 주로 화강암인 경우가 많다. 화강암의 저반은 매우 크고 넓으며, 침식에 의해서 노출된다.
상대적으로 얕은 깊이에서 형성된 심성암을 반심성암이라고 구분하기도 한다.

### 화산암
화산암은 마그마가 지표에서 식어서 고체화된 것을 가리킨다. 암석이 녹아서 생긴 마그마에는 부유하는 결정이나 기체 방울이 존재하기도 한다. 마그마가 녹아 나온 암석에 비하여 마그마 그 자체는 밀도가 낮기 때문에 마그마는 부력을 받아 상승하게 된다. 마그마가 지표면 바깥으로 나오게 되면 용암이라고 부르며, 마그마의 분출은 육지에서도 바다에서도 가능하다. 중앙해령이나 블랙스모커는 해수면 아래에서의 화산활동의 예가 된다.
지구조적 환경에 따라 화산암이 생성되는 속도가 다르다. 발산경계에서 생기는 화산암이 73%, 수렴경계에서 생기는 화산암은 15%, 열점에서 생기는 화산암은 약 12% 정도이다.
화산에서 분출된 마그마의 행동은 점성에 따라 달라진다. 마그마의 점성은 다시 온도, 성분, 광물 조성에 의하여 결정된다. 온도가 높은 마그마는 대체로 현무암질인 경우가 많은데, 끈적끈적한 기름과 비슷하게 행동한다. 안산암질의 용암은 화산재, 응회암, 용암이 뒤섞여 분석구(噴石丘; cinder cone)을 형성하며, 분출된 용암은, 당밀이나 고무 수준의 점성을 보인다. 유문암과 같은 규장질 용암은 일반적으로 낮은 온도에서 분화할 뿐만 아니라 현무암의 용암에 비하여 만 배 이상 점성이 높다. 유문암질 마그마를 동반한 화산은 일반적으로 폭발적인 분화를 보이며, 용암의 분출은 제한적이나, 점성이 높기 때문에 그 가장자리는 급한 경사를 보인다.
유문암질이나 안산암질 마그마는 종종 매우 격렬한 분화를 보인다. 이것은 마그마에 녹아있던 휘발성 기체 성분이 빠져나가기 때문이다. 주로 수증기와 이산화탄소이다. 분출될 때 함께 나오는 물질들을 테프라라고 부르는데, 응회암, 집괴암(agglomerate), 이그님브라이트가 포함된다. 세립질의 화산재 또한 함께 분출하여 넓은 범위에 걸져 화산재층을 형성하기도 한다.
용암은 빨리 식기 때문에 화산암은 세립질이다. 냉각속도가 더 빨라 결정이 생기지 못할 경우에는 흑요석과 같은 유리질 암석을 만들게 된다. 결정의 크기가 작은 관계로 화산암의 분류는 심성암의 분류에 비하여 더 어려운 경우가 많다. 화산암의 정확한 광물조성은 박편현미경 관찰을 통해서만 알 수 있기 때문에 야외에서는 근사적인 분류를 하게 된다.

## 분류
화성암은 산출형태, 조직, 광물조성, 화학조성, 화산암체의 모양에 따라 분류한다.
화성암의 자세한 분류를 통해서, 그 암석의 기원에 대한 중요한 정보를 얻을 수 있다. 화성암의 분류에 이용되는 두가지 중요한 기준은 광물의 크기와 조성이다. 장석, 석영 또는 준장석(feldspathoid), 감람석, 휘석, 각섬석, 운모는 모두 거의 모든 화성암의 조요광물이며, 암석의 분류의 기초가 된다. 나머지 광물은 부수적이기 때문에 부성분광물이라고 한다. 이 외의 광물이 중요한 화성암은 매우 드물며, 그 중에는 탄산염이나 황산염 광물을 가지는 종류가 있다.
단순화된 분류에서 화성암의 종류는 장석의 종류, 석영의 유무, 철·마그네슘 광물의 존재 여부에 따라서 분류된다. 석영을 포함하는 광물은 이산화규소 포화되었다고 하며, 준장석이 발견되는 암석은 이산화규소 불포화상태라고 한다. 준장석은 석영과 안정상태에서 공존할 수 없기 때문이다.
결정을 눈으로 볼 수 있는 화성암을 '현정질'이라고 하며, 너무 작아서 맨눈으로 볼 수 없는 암석을 '비현정질'이라고 한다. 일반적으로 현정질 암석은 심성암, 미정질은 화산암에 해당한다. 크고 뚜렷한 광물 결정(반정)이 작은 결정들(석기) 사이에 들어있는 조직은 '반상조직'이라고 한다. 반상조직은 몇몇 결정이 크게 자라는 동안 나머지 주요 성분은 큰 결정으로 성장하지 못했을 때 생긴다.

### 조직
조직은 화산암을 분류하는 중요한 기준이다. 화산암의 조직은 광물 입자의 크기, 형태, 방향, 분포와 입자간의 관계를 의미한다. 조직에 따라 그 화산암이 응회암인지, 화산쇄설암인지, 용암인지 구분한다. 그러나 조직은 화산암 분류의 한 측면일 뿐이다. 대부분의 경우 화학 조성에 대한 정보가 필요하며, 석기나 화산재(또는 그로부터 만들어진 응회암)가 분석에 이용된다.
심성암에 있어서 조직은 그만큼 중요한 기준이 되지 못한다. 맨눈으로 광물을 관찰할 수 있고, 최소한 확대경이나 현미경을 써서 광물을 직접 볼 수 있기 때문이다. 심성암의 조직은 화산암만큼 다양하지 않고, 구조적인 조직을 덜 만든다. 조직에 대한 용어들은 관입체 안에서 관찰할 수 있는 상의 변화를 구분하기 위하여 쓰일 수 있다. (예: 반상질 연변부, 반상질 암맥, 반상질 암주, 아(亞)화산암질 암맥(암지))
심성암의 분류에는 광물학적인 분류가 쓰인다. 화학적인 분류는 화산암을 분류할 때 선호되고 눈에 보이는 광물을 기술하는 부분이 접두사가 되는 경우가 많다. (예: 감람석 피크라이트, 사장석 반정 유문암)

### 화학분류
화성암은 화학 또는 광물학적으로 분류할 수 있다.
- 산성암은 63%이상의 이산화규소를 포함한다. (예: 화강암, 유문암)
- 중성암은 52%~63%의 이산화규소를 포함한다,(예: 안산암, 데이사이트)
- 염기성암은 45~52%의 이산화규소를 포함하고, 일반적으로 높은 철·마그네슘 함량을 보인다. (예: 반려암, 현무암)
- 초염기성암은 45%이하의 이산화규소를 포함한다. (예: 피크라이트, 코마타이트)
- 알칼리 화성암은 5~15%의 알칼리 (K2O + Na2O)를 포함하거나 알칼리 대 이산화규소의 몰 비(比)가 1:6 이상이다. (예: 포놀라이트, 트라카이트)

참고: 산성-염기성으로 이름 붙인 이름은 상대적으로 오래된 문건에서 더 많이 보이며, 현대에는 규장질-고철질로 부르는 경우가 더 많다.
화학 분류는 확장되어 TAS 도표(화산암을 화학분류할 때 쓰이는 도표로 가로축은 이산화규소의 질량, 세로축은 알칼리 산화물의 질량이다. 그래프 영역은 여러 화산암 종류가 가지는 화학 조성 영역들로 구분되어 있다.)에서는 잘 구분되지 않는 경우를 구분하기도 한다. 예를 들면,
- 초포타슘질: K2O/Na2O의 몰 비가 3을 넘는 경우
- 과알칼리질: (K2O+Na2O)/Al2O3의 몰 비가 1 이상인 경우
- 과알루미나질: (K2O+Na2O)/Al2O3의 몰 비가 1 이하인 경우

이상적인 광물구성을 화학분석 결과로부터 계산할 수도 있다. 이런 방법은 특히 암석의 광물 크기가 매우 작거나 풍화가 많이 되어 광물이 많이 변성되었을 때 유용하다. 이 계산법을 'CIPW놈 계산법'이라고 하고 이 방법으로 계산된 광물 조성에 대하여 '놈'(또는 '노름', '노옴')라는 접두사를 붙인다. 예를 들어, 놈 석영은 암석을 이산화규소 포화로 분류하여 유문암으로 분류될 수 있고, 놈 준사장석은 암석을 이산화규소 불포화로 분류하여 네펠리나이트로 분류할 수 있다.

### 광물학적 분류
화산암의 분류에 있어서, 광물 조성은 용암류를 분류하고 명명하는 데에 중요하게 사용된다. 반상질 조직에 있어서는 반정의 광물 종류가 중요하고, 석기의 광물 조성을 알 필요가 있다. 석기가 너무 작아서 눈에 안 보일 때에는 화산암을 정확히 동정하기 위하여 화학분석이 필요하다. 심성암은 보통 현정질이므로 광물 조성이 암석의 분류에 사용된다. 암석의 분류는 세 꼭짓점에 세 종류의 광물이 있는 삼각다이아그램이 사용된다.
화학분류에서 이야기한 산성-염기성이라는 용어는 광물학적인 관점에서 규장질-고철질이라는 용어로 바꾸어 말할 수 있다.
- 규장질 암석은 이산화규소 함량이 높다. 석영과 알칼리 장석이나 준장석과 같은 규장질 광물들이 주요광물이다. 규장질 암석(예: 화강암, 유문암)은 일반적으로 밝은 색을 띄고 밀도가 상대적으로 낮다.
- 고철질 암석은 이산화규소 함량이 상대적으로 낮은 대신 휘석, 감람석 같은 고철질 광물과 칼슘 사장석이 주요 광물이다. 고철질 암석 (예: 현무암, 반려암)은 일반적으로 어두운 색이고 상대적으로 높은 밀도를 보인다.
- 초고철질암은 이산화규소의 함량이 매우 낮고, 90% 이상이 고철질 광물로 되어 있다. (예: 더나이트)

|           | 성분   |        |        |            |
| 광물 크기 | 규장질 | 중성   | 고철질 | 초고철질   |
| 심성암    | 화강암 | 섬록암 | 반려암 | 감람암     |
| 화산암    | 유문암 | 안산암 | 현무암 | 코마타이트 |

## 마그마의 기원
대륙 지각은 평균 두께는 약 35km인데 반해 해양지각은 고작 7~10km에 불과하다. 대륙지각은 기본적으로 백립암과 화강암을 기본으로 하여 굉장히 다양한 종류의 변성암과 화성암으로 구성된 몸체 위를 얇은 퇴적암 층이 덮고 있는 것으로 이해할 수 있다. 해양지각은 기본적으로 현무암과 반려암으로 되어있다. 둘 다 감람암이 주성분인 맨틀 위에 떠 있다.
암석은 압력 강하, 성분 변화 (이를테면 물이 추가되는 것 같은), 온도 상승의 과정을 통해서만 녹을 수 있다.
암석을 녹이는 또 다른 기작인 운석 충돌은 오늘날에는 더 이상 중요하지 않으나, 지구 형성 초기의 중력집적 과정(accretion)에서는 광범위한 암석의 용융을 초래했다. 당시 지구의 최외각의 수백 km에 달하는 부분은 마그마의 바다였을 것으로 추정된다. 최근 수 억년 동안 있었던 거대 운석의 충돌은 지구 표면에서 발견할 수 있는 거대한 현무암 용암 지대를 만든 화산활동을 설명하는 원인으로 제시되기도 한다.

### 압력감소
대부분 암석의 솔리더스 온도는 암석에 수분이 없을 경우, 압력과 함께 증가한다. 지구의 맨틀을 이루는 감람암의 솔리더스는 얕은 곳에서는 암석의 온도보다 낮아질 수 있다. 그러한 암석이 맨틀대류의 영향으로 상승하게 되면 단열팽창과정을 통해 온도가 낮아지게 된다. 그러나 그 온도 감율은 0.3 °C/km에 불과하다. 한편 감람암의 고압·고온 실험 결과들은 솔리더스의 감율은 3 °C/km에서 4 °C/km에 이르는 것으로 알려졌다. 암석이 충분히 높이 상승하게 되면, 녹기 시작한다. 녹은 액체의 방울들은 서로 뭉쳐서 큰 덩어리를 만들게되고 위쪽을 향해 올라가게 된다. 상승하는 맨틀의 감압용융과정은 지구의 진화에 결정적이다.
중앙해령은 감압 용융에 의해서 형성된다. 하와이와 같은 해도(海島)들은 맨틀 플룸에 의한 상승 과정에서 생긴 감압용융의 결과이다. 플룸과 관련한 감압용융은 또한 현무암홍수나 해대의 형성에 관한 가장 일반적인 설명으로 받아들여진다.

### 물과 이산화탄소의 영향
주로 물이 암석에 추가되는 과정을 통해서 압력을 유지되는 상황에서도 암석의 솔리더스가 낮아진다. 100km지하에서 감람암의 솔리더스는 건조할 때에는 1500 °C이지만, 물이 포함될 경우 800 °C까지 떨어지게 된다. 섭입하는 해양판에서 빠져나오는 물은 그 위에 있는 맨틀에 물을 공급한다. 현무암질·안산암질 함수마그마는 섭입과정에서의 탈수과정의 직간접적인 결과로 형성된다. 이 마그마나 그들과 연관되어 생긴 마그마들이 환태평양 조산대에서 볼 수 있는 호상열도를 만들고 있다. 이들 마그마는 칼크-알칼라인 성분의 암석을 만드는데, 이들은 대륙지각의 중요한 구성성분이다.
이산화탄소의 추가는 상대적으로 덜 중요하다. 그러나 소수의 이산화규소 불포화상태의 마그마들은 물에 비해 이산화탄소가 더 지배적인 환경의 맨틀에서 만들어졌기 때문이라고 여겨진다. 이산화탄소가 포함된 감람암은 지하 70km부근의 압력범위에서 솔리더스를 200 °C 가까이 내린다는 실험결과가 있다. 보다 더 깊은 곳에서는 이산화탄소의 영향이 더 두드러지는데, 200km 깊이 영역에서는 같은 성분의 암석에 이산화탄소가 포함될 때와 그렇지 않을 때 솔리더스가 450 °C에서 600 °C가량 차이가 난다. 네펠리나이트, 카보나타이트, 킴벌라이트 등의 마그마는 깊이 70km 이하에 유입된 이산화탄소의 영향으로 생긴 마그마일 수도 있다.

### 온도 상승
대륙지각에서는 온도의 상승이 마그마를 형성하는 가장 일반적인 기작이다. 온도 상승의 원인은 맨틀에서부터 올라온 마그마이다. 대륙연변부에서 압축에 의하여 두꺼워진 지각에도 역시 온도가 솔리더스를 넘어설 수 있다. 인도판과 유라시아판 사이의 경계는 잘 연구된 예이다. 경계 바로 위에 있는 티베트고원은 그 지각의 두께가 약 80km에 달해 보통 대륙지각의 약 2배에 이르는 두께를 자랑한다. 이 지역에 대한 자기지전류(magnetotellurics)탐사 추론된 전기저항분포를 연구한 결과는 용융된 이산화규소를 포함하는 것으로 보이는 층을 탐지했고, 그 층은 티베트고원의 남쪽 끝을 따라 지각 중간에 최소한 1000 km는 뻗어 있음이 발표되었다. 화강암과 유문암은 대륙지각성분이 가열되어 녹았을 때 생기는 일반적인 마그마 성분으로 생각된다.
섭입되어 맨틀 속으로 가라앉고 있는 암석권 역시 가열되어 녹는다.

### 마그마의 진화
마그마가 완전히 녹아있는 상태는 얼마 되지 않는다. 보다 일반적인 마그마에는 결정이 함께 들어있고, 때때로 기포가 공존하기도 한다. 액체, 결정, 기포는 서로 밀도가 다르기 때문에 시간에 따라 분리되고, 마그마가 진화해 나가게 된다.
마그마가 식어 갈때 광물들은 서로 다른 온도에서 결정화된다(분별결정작용). 광물이 결정화되면서 남아있는 마그마의 성분은 변화하게 된다. 광물이 마그마로부터 분리되면, 남아있는 마그마는 원래 마그마와는 다른 성분을 가지게 된다. 반려암질의 마그마에서 계속하여 광물들이 결정화되어 빠져나가면, 남아있는 마그마는 화강암질이 된다. 반려암은 1200 °C 근처에 솔리더스가 있다. 반면 그로부터 유래된 나온 화강암질 마그마는 리퀴더스가 700 °C에 불과하다. 불호정성원소들은 결정화과정 동안 끝까지 버티다가 마그마의 끝물에 농축되거나, 아니면 최초로 녹아나오는 액체에 집중적으로 고여있다. 이런 과정을 통해서 페그마타이트질 마그마가 형성되는데, 페그마타이트에는 불호정성원소가 풍부하다. 보엔의 반응계열은 마그마의 분별결정작용을 이상화한 것이다.
마그마의 성분은 부분 용융이나 분별결정작용 이 외의 과정을 통해서도 결정될 수 있다. 예를 들면, 마그마는 일반적으로 관입당한 암석과 상호작용을 하는데, 암석을 녹이기도 하고, 화학적인 반응을 하기도 한다. 성분이 다른 마그마는 서로 섞일 수 있다. 한편 드문 경우에 한하여 마그마는 서로 녹을 수 없는 두 성분으로 분화하는 경우도 있다.
흔히 볼 수 있는 화성암들은 몇 종류의 광물로만 구성되어 있다. 그것은 마그마 자체에 몇가지 원소(규소, 산소, 알루미늄, 나트륨, 칼륨, 칼슘, 철, 마그네슘)만 풍부하게 들어있기 때문이다. 이들 원소들은 규산염광물을 형성하여 화성암 부피의 90% 이상을 구성한다. 화성암의 화학조성은 주요 원소, 부성분 원소, 미량원소에 대하여 표현하는 방법이 조금 다르다. 주요 원소와 부성분 원소는 그 산화물이 전체에서 차지하는 질량의 비율을 써서 나타낸다. 한편 미량원소 함량은 그 원소 자체의 질량비를 ppm단위로 나타낸다. 미량원소는 대부분의 암석에서 100ppm이하로 존재하는 것들을 일컬으나 일부 암석에서는 1000ppm 넘게 검출될 수도 있다.